# Webera polymorpha
Webera polymorpha là một loài rêu trong họ Bryaceae. Loài này được Hoppe & Hornsch. Schimp. mô tả khoa học đầu tiên năm 1856.